# Новосафоновський
Новосафо́новський (рос. Новосафоновский) — селище у складі Прокоп'євського округу Кемеровської області, Росія.
До 1975 року селище називалось Птицефабрика.

## Населення
Населення — 1468 осіб (2010; 1342 у 2002).
Національний склад (станом на 2002 рік):
- росіяни — 91 %